# 長野県立更級農業高等学校
もしかして
- 長野県更級農業高等学校

ではありませんか？